# Carboxamida

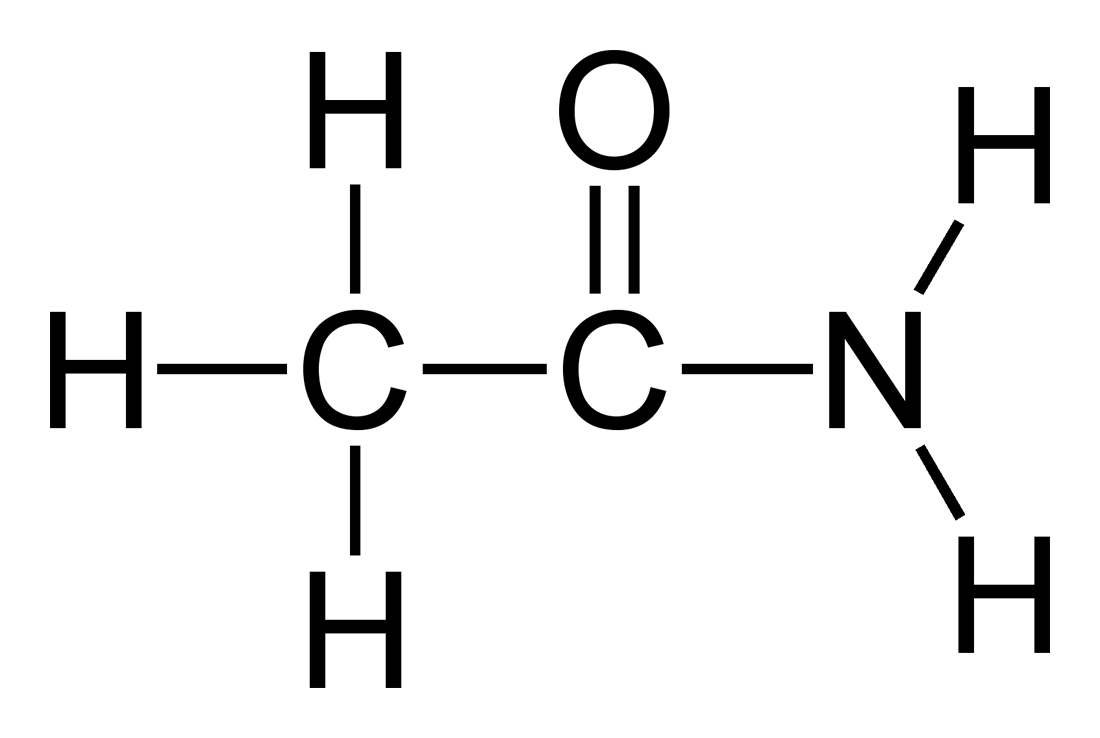
Acetamida, una carboxamida simple

En química orgánica las carboxamidas (o amino carbonilos) son grupos funcionales con la estructura general R-CO-NR'R′′ con R, R', y R′′ como sustitutos orgánicos, o hidrógeno.
Dos aminoácidos, la asparagina y la glutamina, contienen un grupo carboxamida en su estructura. Las propiedades y la reactividad del grupo carboxamida surgen de la capacidad de formar enlaces de tipo puente de hidrógeno del grupo -NH2, así como del oxígeno carbonil. Además, el átomo de carbono en una carboxamida presenta un bajo LUMO, el cual es capaz de aceptar densidad electrónica del par solitario no compartido del nitrógeno, debilitando el enlace carbono-oxígeno.
Ejemplos de sencillos de carboxamidas incluyen:
- Acetamida
- Benzamida